# Ymare
Ymare – miejscowość i gmina we Francji, w regionie Normandia, w departamencie Sekwana Nadmorska.
Według danych na rok 1990 gminę zamieszkiwało 950 osób, a gęstość zaludnienia wynosiła 236 osób/km² (wśród 1421 gmin Górnej Normandii Ymare plasuje się na 256. miejscu pod względem liczby ludności, natomiast pod względem powierzchni na miejscu 768.).